# ليتل بكستون (كامبريدجشير)
ليتل بکستون (كامبريدجشير) (بالإنجليزية: Little Paxton)‏ هي أبرشية مدنية تقع في المملكة المتحدة في إنجلترا.